# 狼廳
51°21′18″N 1°39′14″W / 51.355°N 1.654°W
狼厅（Wulfhall）是英格兰威尔特郡伯比奇的一座17世纪庄园。这里原是西摩家族的庄园。这个家族的简·西摩是亨利八世的王后。

## 小说
英国作家希拉里·曼特尔的小说《狼厅》就得名于这座庄园。其续集《提堂》则是从1535年国王来到狼厅开始。